# Relaciones Argentina-Israel
Las relaciones Argentina–Israel se refieren a relaciones internacionales entre la República Argentina y el Estado de Israel. Las relaciones entre ambos países han estado marcadas por las circunstancias políticas y geopolíticas cambiantes de cada momento.

## Historia

### Primeros contactos
Ambos países establecieron relaciones diplomáticas el 31 de mayo de 1949. En aquel entonces, el presidente de la Nación Argentina era Juan Domingo Perón. En Israel, el primer ministro era David Ben-Gurion, y el presidente, Jaim Weizmann. 

### Operación Garibaldi
En mayo de 1960, el servicio de inteligencia israelí, el Mosad, llevó a cabo la Operación Garibaldi (también conocida como Operación Finale) en Argentina, donde secuestro al exlíder nazi Adolf Eichmann y trasladarlo clandestinamente hacia Israel para un juicio y ejecución. La operación se hizo en vísperas del 150° aniversario de la Revolución de Mayo, a lo que mientras se conocían los hechos, el gobierno argentino, al mando de Arturo Frondizi, conminó al Israel a dar explicaciones bajo apercibimiento de romper las relaciones diplomáticas. 
El secuestro fue interpretado como una violación a la soberanía argentina, y este fue el motivo por el cual al principio gobierno de Israel negó toda responsabilidad en la operación. La explicación de Israel era que el secuestro había sido llevado a cabo por «voluntarios judíos, algunos de ellos israelíes» recién en el año 2005 el gobierno israelí admitirá la iniciativa del gobierno y agentes de sus servicios secretos.
Esto conllevo a que el Consejo de Seguridad de las Naciones Unidas adoptara la resolución 138, en la cual se le solicita a Israel que hiciera la «reparación adecuada en concordancia con la Carta de las Naciones Unidas y las reglas de la ley internacional» 

### Guerra de las Malvinas
El 2 de abril de 1982, Argentina invadió las Islas Malvinas, recuperándolas temporalmente. Lo que daría inicio una guerra no declarada entre Argentina y Reino Unido. El gobierno militar argentino de Leopoldo Fortunato Galtieri, requería proveedores de armas extranjeros que lo abasteciera de los equipamientos que necesitaba para seguir afrontando los combates en las islas, Argentina se encontraba en una situación complicada al buscar proveedores de armas a causa del bloqueo de Reino Unido, la Comunidad Económica Europea, la Mancomunidad de Naciones y Estados Unidos.
Sin embargo, y a pesar de las sanciones a Argentina, Israel estuvo dispuesto a venderle armamento militar por cerca de 173 millones de dólares. (Que incluía aviones Mirage IIIC y A-4E Skyhawk, sistemas de alerta radar, camperas de abrigo, munición, misiles Shafrir y equipos de comunicación.)

La decisión del gobierno israelí podía comprometer su relación con Gran Bretaña, quien era un comprador más importante. La excusa para no iniciar un conflicto diplomático con el gobierno británico era que «estaban cumpliendo los contratos previos al comienzo del conflicto» y que «iban a honrarlos ya que, en eso, se jugaba su imagen como vendedor a nivel internacional y que no harían ventas extra». 

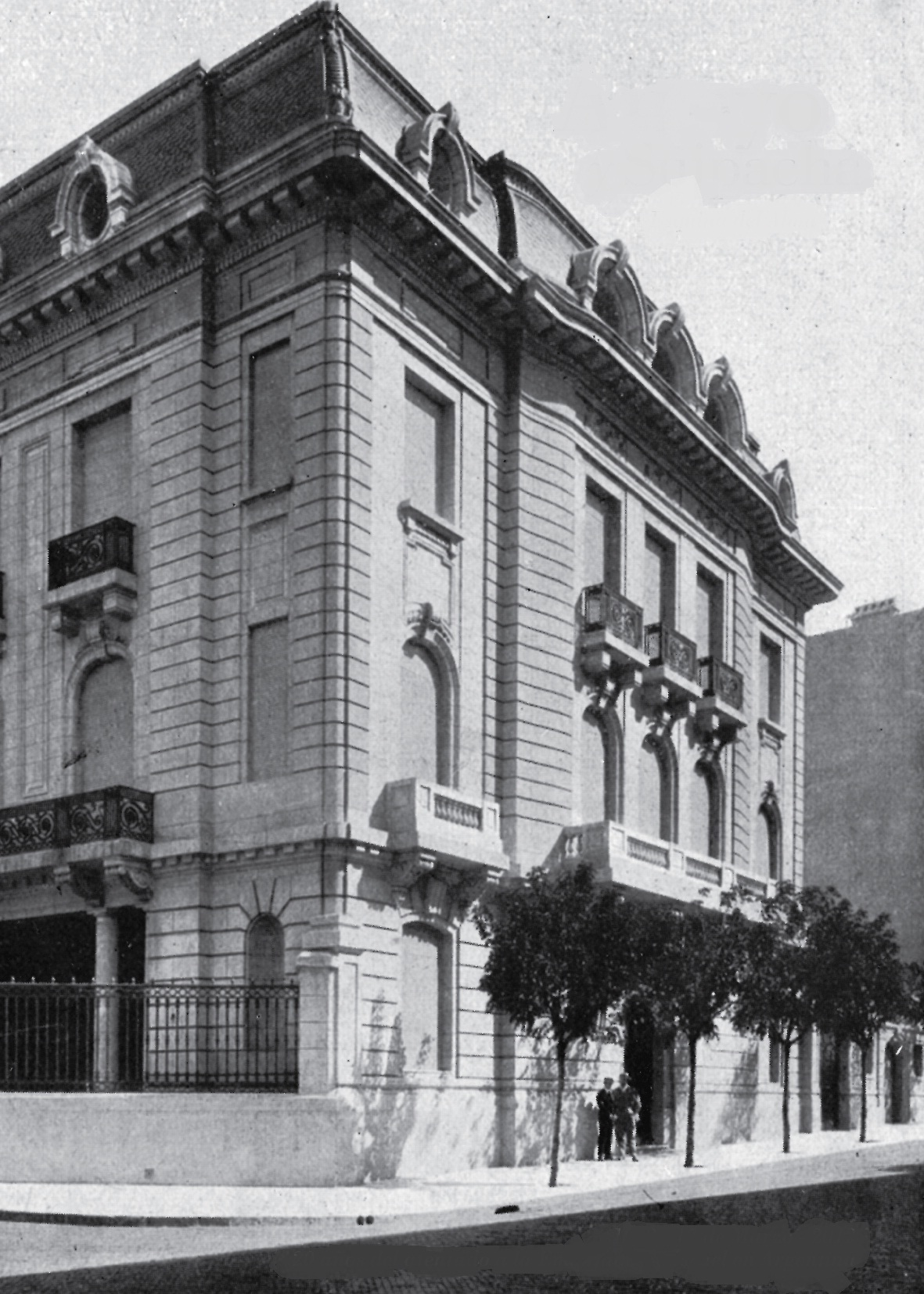
Antigua embajada de Israel en Argentina antes del atentado de 1992

### Atentados antisemitas en Argentina
Carlos Menem fue el primer presidente argentino en hacer una visita diplomática a Israel en 1991 y propuso mediar entre Israel y Siria en sus negociaciones sobre los Altos del Golán.
Sin embargo, las relaciones se probaron aún más cuando el 17 de marzo de 1992 un coche bomba exploto contra la embajada de Israel en Argentina causando 22 muertos y 242 heridos. El gobierno israelí, al mando de Yitzhak Shamir, condenó inmediatamente el ataque, envió personal especializado y colaboró con el gobierno argentino para la investigación del atentado.
El 18 de julio de 1994 otro coche bomba estalló contra la AMIA (Asociación Mutual Israelita Argentina) con un saldo de 85 personas asesinadas y 300 heridas. Considerado uno de los mayores atentados terroristas de la historia de la República Argentina y de América Latina. Desde 2013, alrededor de 100 organizaciones judías de toda la Argentina han pedido al gobierno que derogue su pacto con la República Islámica de Irán por los ataques terroristas de la AMIA.

### Desarrollos modernos
Si bien Argentina tiene la mayor población judía en América Latina, ha habido varios casos de antisemitismo en Argentina, Tales como la profanación de 58 tumbas judías en La Tablada por personas desconocidas en 2009, principalmente debido a los estereotipos negativos de los judíos controlando los intereses comerciales y dominando el mundo a través del capitalismo, así como la afiliación de Israel con los Estados Unidos.

#### Presidencia de Cristina Fernández
En 2012, la presidenta argentina Cristina Fernández se reunió con una delegación israelí-palestina y anunció que Argentina encabezaría el papel latinoamericano en la revitalización del proceso de paz en el conflicto palestino-israelí. En 2010, Argentina anunció la intención de unirse a Brasil en el reconocimiento de un Estado palestino independiente, provocando fuertes críticas de Israel.
En 2013, todavía al mando de Cristina Fernández, se firmó el Memorándum de entendimiento Argentina-Irán por el gobierno argentino y el gobierno de Irán acerca del atentado a la AMIA. El memorándum fue fuertemente criticado por el presidente de la AMIA y varias entidades judías, En 2015, el fiscal Alberto Nisman denunció ante el juzgado a Cristina Fernández de Kirchner por «decidir, negociar y organizar la impunidad de los prófugos iraníes en la causa AMIA con el propósito de fabricar la inocencia de Irán» y pidió su indagatoria.

#### Presidencia de Javier Milei
El 6 de febrero de 2024 el presidente Javier Milei viajó a Israel para reafirmar su postura de trasladar la embajada de Argentina de Tel Aviv a Jerusalén, como ya lo han hecho Estados Unidos, Guatemala y Honduras como un gesto para apoyar la soberanía de Israel sobre Jerusalén. También en ese mismo viaje Milei le exigió al grupo de Hamás: «la liberación de los más de cien rehenes cautivos». Por otra parte, Hamás condenó el anuncio de Milei afirmando: «Condenamos y deploramos enérgicamente el anuncio del presidente de Argentina sobre su intención de trasladar la embajada de su país en la entidad nazi-sionista (refiriéndose a Israel) a Jerusalén». El 10 de mayo de 2024, Argentina votó en contra del reconocimiento del Estado palestino en las Naciones Unidas, siguiendo la política de estado pro-israelí de Argentina en el exterior.

## Misiones diplomáticas
- Argentina tiene una embajada en Tel Aviv.[16]
- Israel tiene una embajada en Buenos Aires y consulados honorarios en Córdoba y Mendoza.[17]

## Galería
|                                                                               |
| Presidente Alberto Fernández con el primer ministro Benjamín Netanyahu, 2020. |

|                                                                       |
| Presidente Mauricio Macri y primer ministro Benjamin Netanyahu, 2016. |

|                                                         |
| Presidente Javier Milei con su par, Isaac Herzog, 2024. |